# 매천 황현 매천야록
매천 황현 매천야록(梅泉野錄)은 황현이 1864년 대원군 집정부터 1910년 경술국치까지 약 47년간의 역사 등을 기록한 친필 원본 7책이다. 2019년 5월 7일 대한민국의 국가등록문화재 제746호로 지정되었다.

## 개요
조선말부터 대한제국기의 역사가이자 시인이며, 경술국치 직후 순절(殉節)한 황현[黃玹, 1855-1910, 잘 알려진 호는 양운(養雲)․매천(梅泉)]이 1864년 대원군 집정부터 1910년 경술국치까지 약 47년간의 역사 등을 기록한 친필 원본 7책으로 한국근대사 연구에 중대한 가치를 지닌 사료이다. 「매천야록」에는 한말에 세상을 어지럽게 하였던 위정자의 사적인 비리․비행과, 특히 일제의 침략상과 이에 대한 우리 민족의 끈질긴 저항 등이 담겨 있으며 자유로운 방식으로 당시의 역사를 보고 들은 대로 기록하였다.

## 같이 보기
- 황현

## 참고 자료
- 매천 황현 매천야록 - 국가유산청 국가유산포털